# 10·20 나리타 현지투쟁

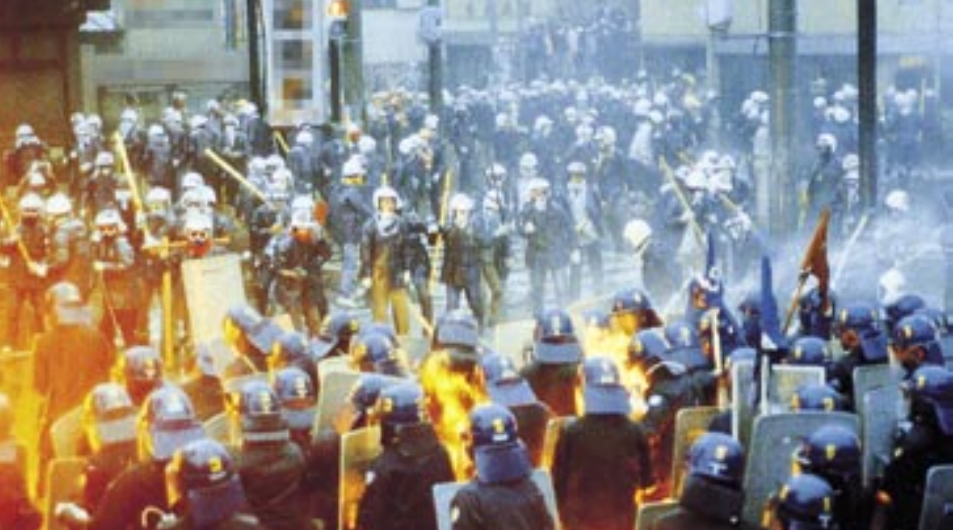
10·20 나리타 현지투쟁

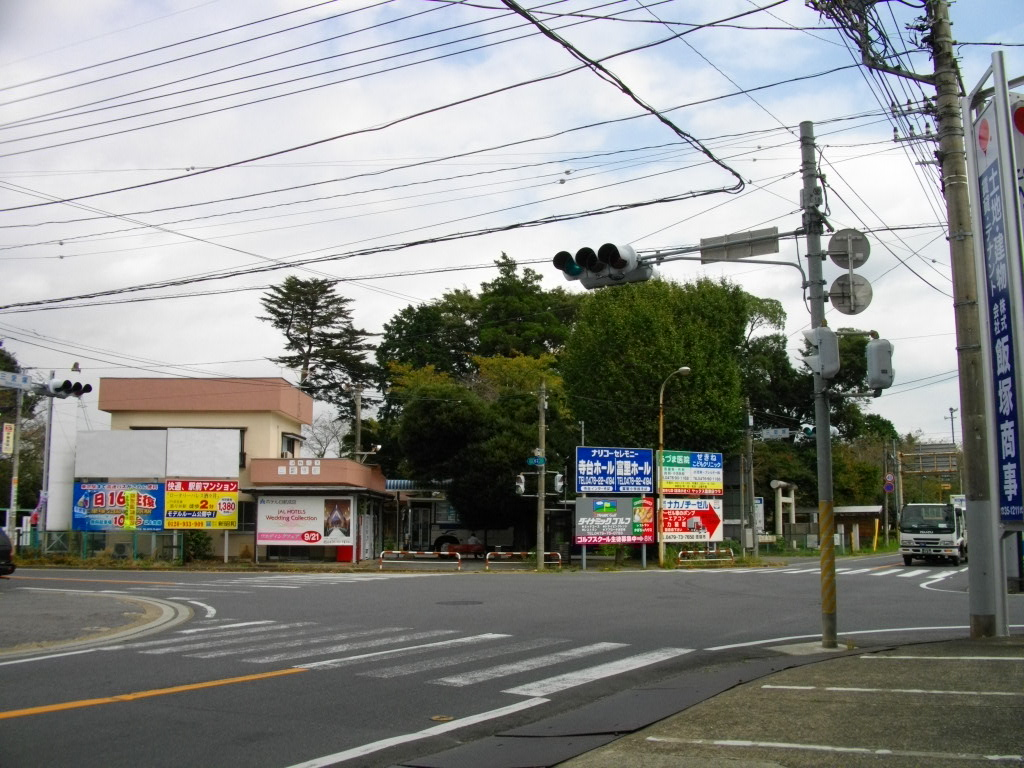
사건이 일어난 장소인 산리즈카 교차로.

10·20 나리타 현지투쟁(일본어: 10.20成田現地闘争 쥬니쥬나리타젠치토소[*])은 1985년 10월 20일 일본 지바현 나리타시의 산리즈카 교차로에서 중핵파를 주력으로 한 극좌파와 일본 경찰이 충돌한 사건이다. "10·20 나리타 현지투쟁"은 일본 경찰청의 경찰백서에서 사용하는 명칭이다. 운동권 쪽에서는 85년 봉기전(85年蜂起戦)이라고 부른다.
대규모 폭동과 공항 파괴를 저지하지 못한 경찰당국은 거센 비판을 받았다. 한편 대량의 체포자가 발생한 중핵파도 이 사건 이후 대규모 투쟁을 실시하지 못하게 된다.

## 배경
중핵파 등 극좌파는 나리타 공항 문제를 1985년 최대의 투쟁과제로 내걸과 나리타 현지에 연인원 10만 1,000 명을 동원해 시위를 벌였다. 특히 4월에 전국 신문에 「나리타는 “지금”」이라는 정부공보가 게재되자 이것을 “신도쿄국제공항 2기 공사 착공을 위한 것”으로 받아들여 위기감을 느낀 극좌파는 “2기 공사 저지”를 위해 폭발물발사기, 시한식발화장치 등을 사용한 "게릴라" 사건들을 일으키는 등 투쟁을 격화시키고 있었다.
일본의 극좌 활동가들은 1980년 대한민국에서 발생한 민중봉기인 "518 광주 민주화 운동"에 자극을 받았다고 전해진다.

## 사건 경과

### 궐기대회

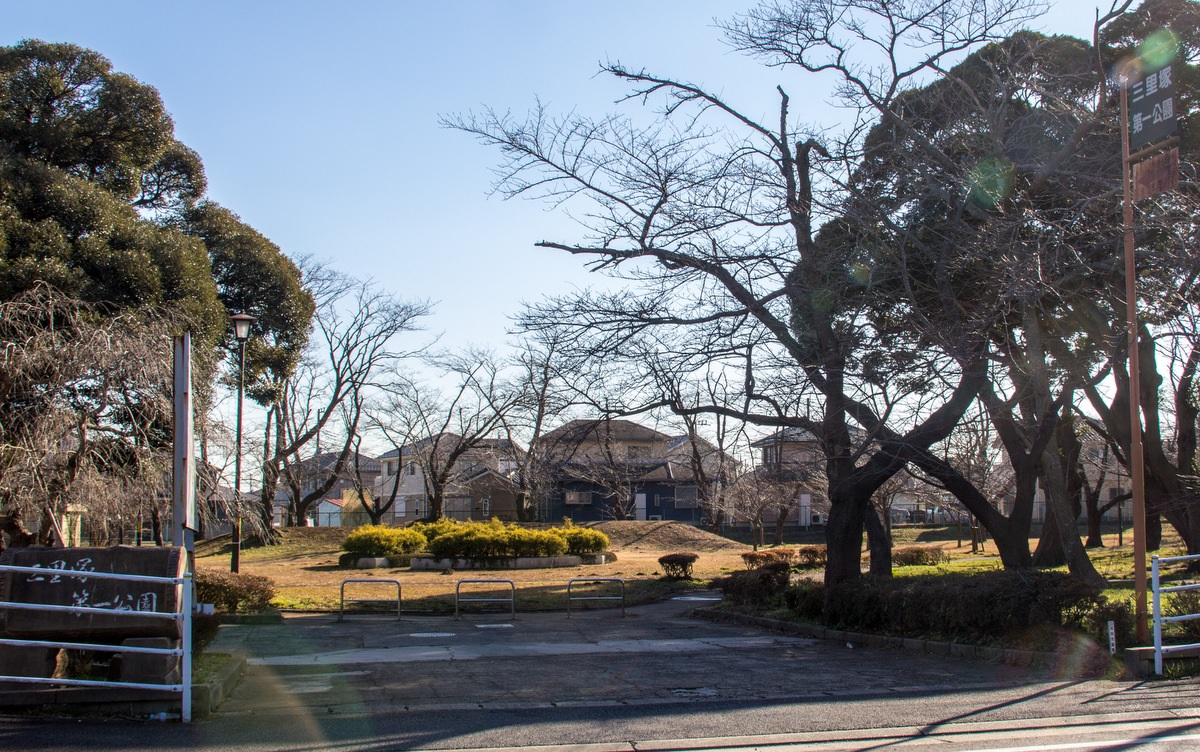
산리즈카 제1공원.

이날 신도쿄국제공항(현 나리타 국제공항, 이하 나리타공항) 2기 공사에 반대하는 산리즈카 시바야마 연합공항반대동맹 키타하라파 주최의 전국총궐기 집회가 치바현 나리타시 산리즈카 제1공원에서 개최되었다. 실력투쟁을 통한 공항 폐항을 목표로 하는 정파들의 참여가 예상되었기 때문에 치바현경 경비본부는 치바현에 응원파견된 도쿄도 경시청 제1기동대, 제3기동대, 제4기동대 등 각 부대를 산리즈카 제1공원에서 산리즈카 교차로까지, 치바현경의 각 기동대를 나리타공항 구 제5게이트(현 시바야마치요다역 부근)에 배치했다. 또한 치바현경 신도쿄국제공항경비대(현 치바현경 나리타국제공항경비대)의 6개 공항기동대(대대)와 관동관구기동대 3개 대대를 나리타공항 북쪽에서 동쪽까지 배치했다. 또한 치바현경 및 경찰청항공대의 헬기 5대로 상공을 경계시켰다.
이 궐기대회에는 약 3,900 명이 참가했다. 경찰은 궐기대회의 폭도화를 미연에 방지하기 위해 당일 집회 전에 집회장 주변에서 엄격한 검문을 실시하고 궐기집회 참가자에 대한 직무질문, 소지품검사로 안전을 확보하려 했다. 그러나 집회가 종반에 접어든 오후 4시 10분경 중핵파를 비롯한 철저항전 주장 정파들은 궐기대회 몇 주 전에 미리 산리즈카 제1공원의 지면이나 관목 등에 은닉해둔 대량의 쇠파이프, 통나무, 화염병들을 꺼내 참가자들에게 배포했다. 또한 투석용 자갈과 깃대, 플래카드라고 칭하기도 미안할 정도로 작은 기를 붙인 장대, 각목을 탑재한 트럭과 덤프카가 집회장에 난입, 더욱 무기를 공급하는 가운데 카마타 마사시 전학련위원장 등이 아지테이션을 하여 궐기대회 참가자들이 폭도화했다.
중핵파는 이 날을 위해 대량으로 흰색 하이바를 구입, 현장에서 집회참가자들에게 배부하고 그 자리에서 하이바에 「中核」(중핵)을 쓰게 했다. 선글라스・자전거 고글을 쓰고 검은 재킷을 입은 중핵파 부대를 선두로, 1,000 명 이상의 인구가 공원을 나서 나리타공항 제3게이트를 향해 진격을 개시했다.

### 교차로에서 충돌
나리타공항에 돌입을 목표로, 시위대는 신고한 행진 경로를 벗어나 그대로 동진하기 위해 산리즈카 교차로로 진입했다.
교차로에서는 사태 급변을 보고받고 경계하던 경시청 기동대 각 부대가 방패로 저지선을 만들고 기다리고 있었다. 이에 군중은 정면돌파를 시도하고 오후 4시 20분이 지나 양 세력은 충돌했다. 스크럼을 짠 수십 명의 선두집단이 통나무를 공성추로 사용해 기동대를 들이받아 틈이 생기면 쇠파이프로 무장한 수백 명이 뒤이어 그 틈을 파고들었다. 기동대는 즉시 응전하여 살수차 물대포와 최루가스 엄호 하에 검거를 시도했다. 그러나 협공을 시도한 기동대가 역으로 포위되는 등 군중이 끊임없이 저항하고, 저지선에서 돌출되어 고립된 기동대원을 둘러싸고 뭇매를 놓거나 기동대에게 돌과 화염병을 던지는 가열찬 집단무장투쟁을 전개했다. 기동대는 쇠파이프 구타나 화염병 등 공격으로 중상자 9명 포함 59명이 부상당했고 살수차와 장갑차 3대가 화염병에 손상되었다. 한편 산리즈카 제1공원 주변 시가지 곳곳에서 궐기대회 참가자 및 일부 구경꾼이 가두선전차로 아지테이션을 했고, 전국 각지에서 증원되어온 도도부현경 각 부대에 싸움을 걸면서 시가전 양상이 되었다. 이윽고 기동대가 교차로를 제압하고 제1공원까지 밀고들어갔다. 시위대는 돌이나 가설화장실의 오물을 뿌리며 저항을 계속했지만 5시 이후 기동대가 공원에 진입해 극좌파 활동가들을 체포해 갔다.
남자 195명, 여자 46명 총 241명이 공무집행방해 등으로 현행범 체포되었다.

### 관제탑 습격
한편, 산리즈카 교차로에서 충돌이 일어난 것과 동시에 혁노협이 공항 안팎에 게릴라 공격을 감행했다.
혁노협은 오후 5시께 게이세이전철 나리타역 구내에 정차한 열차에 발화장치로 방화하고, 공항 근처의 산림이나 폐타이어에 방화해 연기로 항공기 이착륙을 방해했다.

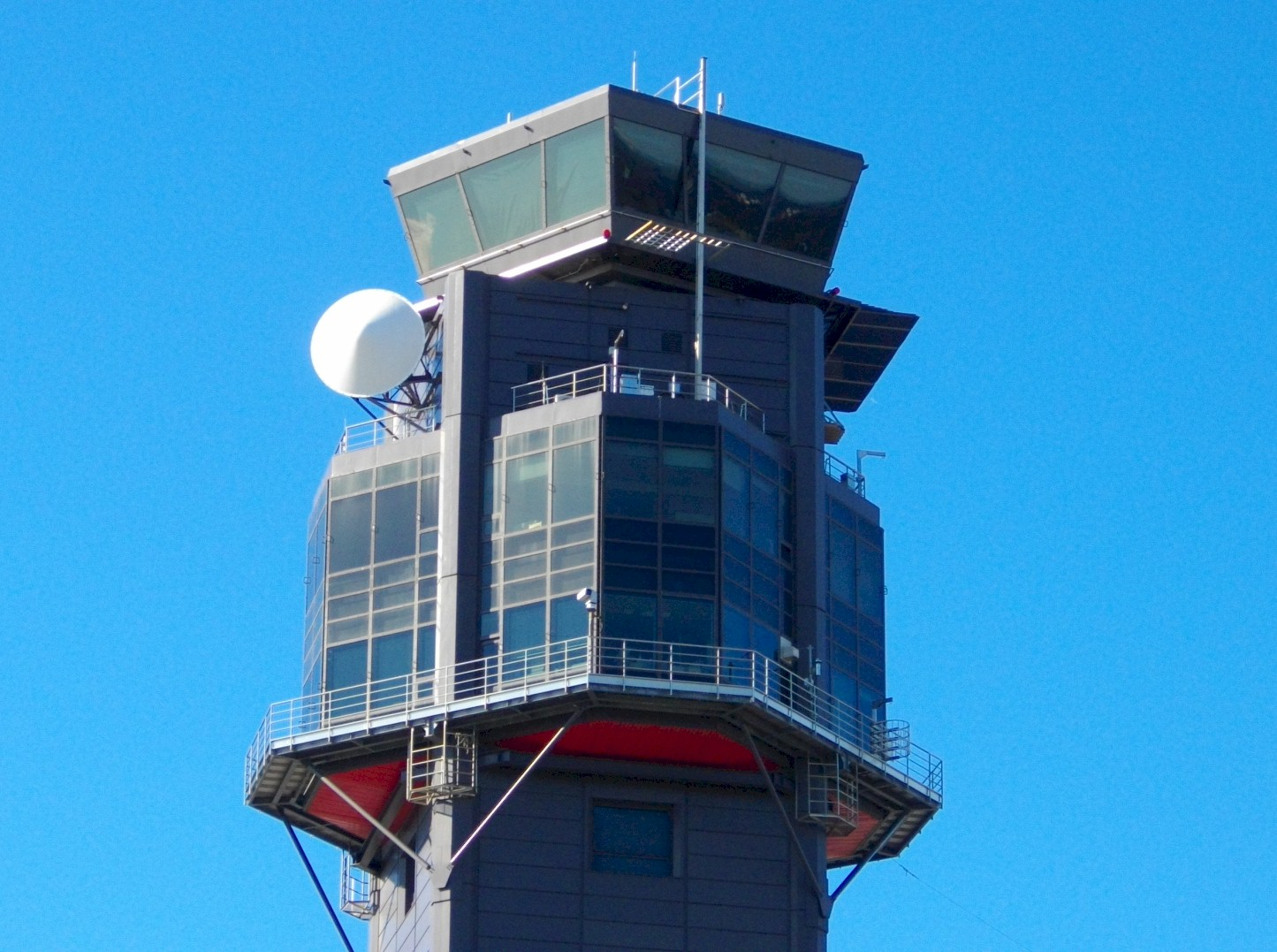
공격 대상이 되었던 옛 관제탑 (2010년 사진)

5시 30분경 혁노협 멤버들이 택시로 위장한 차량과 가짜 신분등으로 공항 검문을 통과하고 동 35분경 여객터미널 건물 주차장에 자기들이 타고 온 차량과 다른 차량에 2개의 발화장치를 설치하고 도주했다.
장치가 작동해 차량이 화염에 휩싸이자 소방관으로 변장한 혁노협 결사대가 사전에 준비한 나리타소방서 차량을 닮은 위장소방차와 위장소방지휘차를 몰고 공항으로 왔다. 위장소방차에는 화염방사기와 산탄총이 장착되어 있었다. 감쪽같은 위장에 공항경비대는 혁노협 결사대를 진짜 소방대로 오인하고 공항 침입을 허용했다.
결사대는 관제탑 앞에 위장소방차를 주차하고 장치를 세트한 위장소방지휘차로 뒤 도주, 그대로 잠적했다. 8분 후 소방호스노즐로 위장한 산탄총에서 발사된 200개의 꿩탄이 관제탑 창문을 파괴했다. 혁노협의 계획대로면 이후 파괴된 창문은로 화염방사기가 불을 뿜어 관제탑이 잿더미가 되면 관제기능을 상실한 나리타공항은 사실상 폐항되는 수순이었다. 그러나 화염방사기가 고장으로 작동하지 않아 관제탑 염상이라는 사태는 면했지만 공항 기능은 일시 마비되었다.
혁노협은 공항 제5게이트에 돌입할 계획도 했고 준비했지만 실행되지 않았다. 원인은 병참부대외 돌격행동부대 간에 합류 실수가 있었기 때문이라 한다.

## 사건 이후
이 작전의 입안과 위장소방차 제작은 수 년 전부터 준비되어온 것으로 알려졌다. 극좌파와 일부 시민들의 소요를 허용했을 뿐 아니라 공항 중추부까지 파괴되는 사태가 벌어지자 사전에 징후를 감지하지 못한 경찰은 여론의 맹렬한 비판을 받았다. 주변 주민들은 시위대와 경찰 쌍방에 분노했다.
이 사건은 나리타공항 개항 이후 최대 규모의 공항반대파와 경찰 간의 충돌이었다.  중핵파는 이 10·20 투쟁에서 전례없는 전력을 동원해 기동대와 충돌했다. 중핵파는 이듬해부터 도쿄정상회담, 쇼와 천황 재위 60년 기념식, 천황의 오키나와 국체 방문, 국철분할민영화를 저지하기 위해 대대적인 투쟁을 수행했으며, 10·20은 그 "전초전"이었다고 할 수 있다.
당시 중핵파는 구성원이 1만 명으로 알려져 있었지만, 집회나 시위에는 소위 "공개적 부대"밖에 참여하지 않기에 그 내실은 현재도 전혀 알려져 있지 않다. 10·20 때 체포된 241명 가운데는 국가공무원 5명, 지방공무원 22명도 포함되어 있었고 개중에는 교사도 4명이었다. 일교조 조합원도 아닌 동북지방 산골의 소학교 교사 등의 "비공개" 활동가도 있었다. 이 교사처럼 체포당하면서 무단결근되어 주위에 중핵파임이 처음 밝혀진 사람도 있었다.
다음달 4일 중핵파 기관지 『전진』에서는 “10·20 결전의 승리에 의해 노동자계급 인민의 총궐기를 기축으로 혁명군의 혁명게릴라·빨치산 전쟁과 대중적 무장투쟁을 상승적으로 발전시키는 싸움, 선제적 내전 전략의 고차단계(페이스 2)의 진가를 발휘하는 과정에 돌입했다는 것이다”라고 자화자찬했지만, 비공개 활동가까지 대량 체포된 데 따라 조직의 타격은 상당히 컸을 것으로 생각된다. 이후 중핵파는 현재까지 대량의 체포를 발생시키는 투쟁을 더 이상 실시하지 않고 있다. 중핵파의 시가전은 바로 다음달에 있었던 국전 동시다발 게릴라사건이 마지막이다.
사건 10년 후인 1995년(헤이세이 7년) 6월 카마타 마사시(사건 당시 중핵파전학련 위원장) 등 16명의 유죄가 확정되었다.
이 사태 이후 나리타시에서는 조례를 개정해 극좌파와 결합하는 반대동맹 키타하라파에 공원 사용 허가를 이후 내주지 않게 되었다. 그래서 키타하라파는 그 뒤로 맹원의 밭에서 집회를 하게 된다. 산리즈카 부근에서 영업을 하는 주민들은 키타하라파의 집회가 인근 공원에서 더 이상 열리지 않아 지역이 안심했다고 말했다.

## 같이 보기
- 나리타 공항 문제
- 산리즈카 투쟁
- 도호 사거리 사건
- 나리타 공항 관제탑 점거사건